# Meine Seufzer, meine Tränen
Meine Seufzer, meine Tränen (BWV 13) ist eine Kirchenkantate von Johann Sebastian Bach. Er komponierte sie in Leipzig für den 2. Sonntag nach Epiphanias und führte sie am 20. Januar 1726 erstmals auf.

## Geschichte und Worte
Bach schrieb die Kantate in seinem dritten Jahr in Leipzig für den 2. Sonntag nach Epiphanias (Erscheinung des Herrn). Die vorgeschriebenen Lesungen für den Sonntag waren Röm 12,6–16 , „Wir haben mancherlei Gaben“, und Joh 2,1–11 , die Hochzeit zu Kana. Der Kantatentext ist einem Jahrbuch von Kantaten von Georg Christian Lehms entnommen, das 1711 in Darmstadt veröffentlicht wurde. Ausgangspunkt für die Dichtung ist eine Aussage Jesu aus dem Evangelium: „Meine Stunde ist noch nicht gekommen“. Eine Anspielung auf die Hochzeit ist in Satz 4 „Gott kann den Wermutsaft gar leicht in Freudenwein verkehren“. Der Text ist in zwei Abschnitte aufgeteilt, der erste behandelt die Hoffnungslosigkeit eines Menschen, der sich von Gott verlassen fühlt, der zweite zuversichtliche Hoffnung auf Gottes Hilfe. Beide Abschnitte werden durch einen Choral abgeschlossen, der erste durch die dritte Strophe von Johann Heermanns „Zion klagt mit Angst und Schmerzen“, der zweite durch die letzte Strophe von Paul Flemings „In allen meinen Taten“. Alfred Dürr schließt aus der Kürze des Werkes, dass die Abschnitte vermutlich nicht vor und nach der Predigt musiziert wurden. Bach führte die Kantate erstmals am 20. Januar 1726 auf.

## Besetzung und Aufbau
Die Kantate ist ungewöhnlich instrumentiert, besetzt mit vier Vokalsolisten, Sopran, Alt, Tenor und Bass, vierstimmigem Chor im Schlusschoral, zwei Blockflöten, Oboe da caccia, zwei Violinen, Viola und Basso continuo.
1. Aria (Tenor): Meine Seufzer, meine Tränen
2. Recitative (Alt): Mein liebster Gott läßt mich annoch
3. Chorale (Alt): Der Gott, der mir hat versprochen
4. Recitative (Sopran): Mein Kummer nimmet zu
5. Aria (Bass): Ächzen und erbärmlich Weinen
6. Choral: So sei nun, Seele, deine

## Musik
Die Kantate beginnt mit einer Arie, einem Klagelied, das von Blockflöten und dem dunklen Ton der führenden Oboe da caccia begleitet wird. Sie hat da-capo-Form, wobei der Mittelteil nochmals in zwei Teile gegliedert ist. Darin wird die Stimme auf die Worte „Weg zum Tod“ stufenweise abwärts geführt. Das folgende kurze secco-Rezitativ endet als Arioso auf die Worte „vergeblich flehen“. Im Choral verstärken die Holzbläser unisono den cantus firmus der Altstimme, während die Streicher unabhängige lebhafte Figuration in F-Dur spielen und dadurch Hoffnung ausdrücken, obwohl der Text davon spricht, dass Hoffnung noch nicht in Sicht ist.

BWV 13/5

Ein zweites ausdrucksstarkes Rezitativ führt zur zweiten Arie „Ächzen und erbärmlich Weinen“. Der Bass wird von der ersten Violine begleitet, die von den Blockflöten eine Oktave höher aufhellend verstärkt wird. Die Klage des Anfangs wird verdeutlicht durch Seufzermotive und gespannte Intervalle wie übermäßige Sekunde, verminderte Quinte und verminderte Septime. Das Ritornell besteht aus zwei gegensätzlichen Teilen, einem klagenden und einem hoffnungsfrohen, der durch lebhafte Passagen und Sprünge gekennzeichnet ist. Im Mittelteil wird der Text „wer gen Himmel siehet“ durch einen Oktavsprung der Singstimme und aufwärts strebende Läufe der Instrumente veranschaulicht, in Gegenbewegung zum „Weg zum Tod“ im ersten Satz. Die Kantate wird in vierstimmigem Satz beschlossen durch einen Choral auf die Melodie von „O Welt, ich muss dich lassen“ von Heinrich Isaac, die zweimal in Bachs Matthäus-Passion erscheint, in den Sätzen 10 (Ich bin’s, ich sollte büßen) und 37 (Wer hat dich so geschlagen).

## Einspielungen
LP / CD
- Bach Cantatas Vol. 1 – Advent and Christmas. Karl Richter, Münchener Bach-Chor, Münchener Bach-Orchester, Edith Mathis, Anna Reynolds, Peter Schreier, Dietrich Fischer-Dieskau. Archiv Produktion, 1971.
- J. S. Bach: Das Kantatenwerk – Sacred Cantatas Vol. 1. Gustav Leonhardt, Tölzer Knabenchor, King’s College Choir, Leonhardt-Consort, Solist des Tölzer Knabenchor, Paul Esswood, Kurt Equiluz, Max van Egmond. Teldec, 1972.
- Die Bach Kantate, Vol. 23. Helmuth Rilling, Gächinger Kantorei, Bach-Collegium Stuttgart, Arleen Augér, Carolyn Watkinson, Adalbert Kraus, Walter Heldwein. Hänssler, 1981.
- Bach Edition Vol. 9 – Cantatas Vol. 4. Pieter Jan Leusink, Holland Boys Choir, Netherlands Bach Collegium, Ruth Holton, Sytse Buwalda, Knut Schoch, Bas RamselaarBrilliant Classics, 1999.
- Bach Cantatas, Vol. 19: Greenwich/Romsey. John Eliot Gardiner, Monteverdi Choir, English Baroque Soloists, Joanne Lunn, Richard Wyn Roberts, Julian Podger, Gerald Finley. Soli Deo Gloria, 2000.
- J. S. Bach: Complete Cantatas, Vol. 17. Ton Koopman, Amsterdam Baroque Orchestra & Choir, Sandrine Piau, Bogna Bartosz, Paul Agnew, Klaus Mertens. Antoine Marchand, 2001.
- J. S. Bach: Cantatas, Vol. 42. Masaaki Suzuki, Bach Collegium Japan, Rachel Nicholls, Robin Blaze, Gerd Türk, Peter Kooij. BIS, 2008.
- J. S. Bach: Cantatas for the Complete Liturgical Year Vol. 8: „Meine Seufzer, meine Tränen“ – Cantatas BWV 13, 73, 81, 144. Sigiswald Kuijken, La Petite Bande, Gerlinde Sämann, Petra Noskaiová, Christoph Genz, Jan van der Crabben. Accent, 2008.

DVD
- Meine Seufzer, meine Tränen. Kantate BWV 13. Rudolf Lutz, Orchester der J. S. Bach-Stiftung, Susanne Seitter, Jan Börner, Jakob Pilgram, Wolf Matthias Friedrich. Samt Einführungsworkshop sowie Reflexion von Stefan Stirnemann. Gallus Media, 2015.[5]